# Velké vítězství
Velké vítězství (v anglickém originále A League of Their Own) je americká sportovní filmová komedie z roku 1992. Režizérkou filmu je Penny Marshall. Hlavní role ve filmu ztvárnili Tom Hanks, Geena Davis, Madonna, Rosie O’Donnell a Lori Petty.

## Děj
Film začíná v roce 1988, kdy se ovdovělá Dottie Hinson účastní slavnostního otevření expozice věnované Americké profesionální ženské baseballové lize v Síni slávy baseballu v Cooperstownu. Při pohledu na fotografie bývalých spoluhráček se ve vzpomínkách vrací do roku 1943.
V době druhé světové války hrozí uzavření Major League Baseball kvůli odchodu hráčů na frontu. Majitel Chicago Cubs Walter Harvey, výrobce čokoládových tyčinek, přesvědčí ostatní majitele, aby financovali ženskou ligu. Vedením je pověřen Ira Lowenstein a na vyhledávání talentů je vyslán skaut Ernie Capadino. Při návštěvě amatérského softballového zápasu v Oregonu si Capadino všimne Dottie, chytačky místního družstva mlékárny. Ta však o nabídku profesionální kariéry nemá zájem – je spokojená se svým životem a čeká na návrat manžela Boba z války. Její mladší sestra Kit je ale odhodlaná vymanit se z venkovského života a prosadit se. Ačkoliv Capadino není z Kitiných dovedností nadšený, souhlasí s její účastí pod podmínkou, že přesvědčí Dottie. Ta nakonec kvůli sestře souhlasí.
Během cesty do Chicaga na zkoušky sestry přesvědčí Capadina, aby přijal i talentovanou, ale vzhledově nepůvabnou pálkařku Marlu Hooch. V Chicagu se setkávají s dalšími nadějnými hráčkami – nájemnou tanečnicí Mae "All-the-Way Mae" Mordabito a její nejlepší přítelkyní vyhazovačkou Doris Murphy, tichou pravou polařkou Evelyn Gardner, negramotnou levou polařkou Shirley Baker, nadhazovačkou a bývalou Miss Georgia Ellen Sue Gotlander a dalšími. Spolu s pěti dalšími hráčkami vytvoří tým Rockford Peaches, zatímco ostatní kandidátky jsou rozděleny do týmů Racine Belles, Kenosha Comets a South Bend Blue Sox. Trenérem Peaches je jmenován Jimmy Dugan, bývalá baseballová hvězda, nyní cynický alkoholik. Zpočátku bere celý projekt jako vtip a nechává vedení týmu na Dottie. Je hrubý na hráčky a většinu času prospí na lavičce. Tým cestuje s Evelyniným rozmazleným synem Stillwellem a gardedámou slečnou Cuthburt.
Liga zpočátku přitahuje malou pozornost. Když je na tribuně fotograf časopisu Life, Lowenstein prosí hráčky o něco spektakulárního. Dottie předvede chycení míče za domácí metou v provazu. Výsledná fotografie se dostane na obálku časopisu a odstartuje úspěšnou propagační kampaň, která přitahuje více diváků na zápasy.
Mezi spoluhráčkami se vytvářejí přátelské vztahy. Marla se vdá za muže jménem Nelson, kterého poznala při divoké návštěvě baru, a opouští tým do konce sezóny. Mae učí Shirley číst a Evelyn skládá týmovou hymnu. Lowenstein propaguje Dottie jako tvář ligy, což prohlubuje Kitinu žárlivost. Sesterská rivalita se vyostřuje natolik, že Kit je nakonec přeložena do týmu Racine Belles. Peaches končí sezónu s nejlepší bilancí v lize a postupují do Světové série. Jimmy předává Betty telegram oznamující, že její manžel padl v boji v Pacifiku. Zdrcená Betty opouští tým. Téhož večera Dottie překvapí nečekaný návrat manžela Boba, který byl po zranění propuštěn z armády. Dottie se rozhodne s ním odjet domů, navzdory Jimmyho varování, že toho bude litovat.
Peaches se ve Světové sérii střetávají s Racine Belles, posílenými o Kit. Série dojde až do rozhodujícího sedmého zápasu, na který se Dottie vrací. V dramatickém finále se sestry střetávají v klíčovém momentu – Kit jako pálkařka proti Dottie jako chytačce. Kit se podaří odpálit a při doběhu na domácí metu sráží Dottie, která upustí míč. Racine Belles získávají titul. Po úspěšném finále se majitelé rozhodnou v lize pokračovat. Sestry se usmíří, ale jejich cesty se rozdělí – Dottie se vrací do Oregonu, zatímco Kit zůstává v Chicagu. Jimmy se navzdory nabídce z mužské ligy rozhodne zůstat trenérem ženského týmu.
V závěrečné scéně z roku 1988 se Dottie setkává s bývalými spoluhráčkami včetně Doris a Mae. Přichází i její sestra Kit s rodinou a sestry se po dlouhé době objímají. Společně navštíví novou expozici v Síni slávy, kde vzdají hold zemřelému Jimmymu Duganovi a při slavnostním otevření, které přestřihává Ira Lowenstein, zazpívají týmovou píseň zesnulé Evelyn.

## Obsazení
| Tom Hanks        | Jimmy Dugan       |
| Geena Davis      | Dorothy Hinson    |
| Madonna          | Mae Mordabito     |
| Rosie O’Donnell  | Doris Murphy      |
| Lori Petty       | Kit Keller        |
| Jon Lovitz       | Ernie Capadino    |
| David Strathairn | Ira Lowenstein    |
| Garry Marshall   | Walter Harvey     |
| Bill Pullman     | Bob Hinson        |
| Téa Leoni        | první meta Racine |

## Ocenění
Geena Davis byla za svou roli v tomto filmu nominována na Zlatý glóbus. Na Zlatý glóbus byl film nominován i v kategorii nejlepší originální píseň k filmu.